# Hussein il pirata
Hussein il pirata è un film muto italiano del 1913 diretto e interpretato da Gennaro Righelli.